# 环 (代数)
環（英文：Ring）是一種帶有兩個二元運算（抽象化的「加法」和「乘法」）、並且符合特定運算規則的集合。它抽象化了諸如整數、有理數、實數、複數、多項式、矩陣、函數、算子等等的代數結構。它是環論的主要研究對象，並且是構成各種抽象代數理論的重要基本概念。
環的具體定義並沒有完全統一。不同研究方向的學者對於環是否要有乘法單位元有不同見解，在部份情況下甚至不要求乘法有結合律。然而除非明確聲明，否則本條目所稱的「環」是指有乘法單位元、乘法有結合律的環。關於乘法無單位元的環，請見偽環一文。

## 定義
給定一個集合 {\displaystyle R} 以及兩個定義在 {\displaystyle R} 上的二元運算 {\displaystyle +} 和 {\displaystyle \times } 。如果 {\displaystyle R} 、 {\displaystyle +} 和 {\displaystyle \times } 具有以下八個性質，則稱 {\displaystyle (R,+,\times )} 構成了一個環。
1. {\displaystyle (R,+)} 是一個交換群：
  - 加法有結合律——對所有的 {\displaystyle a,b,c\in R} ，都有：{\displaystyle (a+b)+c=a+(b+c)}
  - 加法有交換律——對所有的 {\displaystyle a,b\in R} ，都有：{\displaystyle a+b=b+a}
  - 有加法單位元——存在某個[註 4] {\displaystyle 0_{R}\in R} ，使得所有的 {\displaystyle r\in R} ，都有： {\displaystyle 0_{R}+r=r}
  - 有加法反元素——對所有的 {\displaystyle r\in R} ，存在某個[註 4] {\displaystyle -r\in R} ，使得： {\displaystyle -r+r=0_{R}}
2. {\textstyle (R,\times )} 是一個有單位元的半群：
  - 乘法有結合律——對所有的 {\displaystyle a,\,b,\,c\in R} ，都有： {\displaystyle (a\times b)\times c=a\times (b\times c)}
  - 有乘法單位元——存在某個[註 4] {\displaystyle 1_{R}\in R} ，使得所有的 {\displaystyle r\in R} ，都有：{\displaystyle 1_{R}\times r=r\times 1_{R}=r}
3. 乘法對於加法滿足分配律：
  - （左）分配律——對所有的 {\displaystyle a,\,b,\,c\in R} ，都有：{\displaystyle a\times (b+c)=(a\times b)+(a\times c)}
  - （右）分配律——對所有的 {\displaystyle a,\,b,\,c\in R} ，都有：{\displaystyle (a+b)\times c=(a\times c)+(b\times c)}

環的乘法經常依照慣例，不會寫出「 {\displaystyle \times } 」這個符號。例如（左）分配律就可以寫成：{\displaystyle a(b+c)=ab+ac}此外，加法單位元也經常稱為「零元素」或直接簡稱為「零」。

### 定義的分歧
環的定義的分歧通常在於是否要求乘法單位元的存在。在 1960 年代以前，多數抽象代數的教科書通常會採用埃米·諾特的定義，不要求乘法單位元存在。然而在 1960 年後，越來越多的著名教科書作者（例如：尼古拉·布爾巴基、大衛·艾森佈德、塞爾日·蘭）開始將乘法單位元的存在性納入定義中。不要求乘法單位元存在的作者，通常會將有乘法單位元的環稱為單位環（ unital ring ）；反之，要求乘法單位元存在的作者，可能會將不含乘法單位元（ identity ）的環（ ring ）稱為 rng 或偽環（ pseudo-ring ），或甚至乾脆不提及任何沒有單位元的環。
另外在交換代數的文獻中，通常還會額外約定環的乘法要滿足交換律。這類文獻的作者通常會事先聲明。

## 例子
- 整數 {\displaystyle \mathbb {Z} } 、有理數 {\displaystyle \mathbb {Q} } 、實數 {\displaystyle \mathbb {R} } 和複數 {\displaystyle \mathbb {C} } ，連同尋常的加法和乘法，構成了一個環。它們的加法單位元是 {\displaystyle 0} ，乘法單位元是 {\displaystyle 1} ，是最典型的實際例子。
- 整係數多項式環 {\displaystyle \mathbb {Z} [x]} 、有理係數多項式環 {\displaystyle \mathbb {Q} [x]} ，實係數多項式環 {\displaystyle \mathbb {R} [x]} 、複係數多項式環 {\displaystyle \mathbb {C} [x]} ，連同多項式加法和乘法，構成一個環。它們的加法單位元也是 {\displaystyle 0} ，乘法單位元也是 {\displaystyle 1} 。更一般地，可以考慮任何環 {\displaystyle R} 的多項式環 {\displaystyle R[x]} 。
- 整係數有理函數 {\displaystyle \mathbb {Z} (x)} 、有理係數有理函數 {\displaystyle \mathbb {Q} (x)} ，實係數有理函數 {\displaystyle \mathbb {R} (x)} 、複係數有理函數 {\displaystyle \mathbb {C} (x)} ，連同有理函數的加法和乘法，構成一個環。它們的加法單位元依然是 {\displaystyle 0} ，乘法單位元依然是 {\displaystyle 1} 。更一般地，可以考慮任何環 {\displaystyle R} 的有理函數環 {\displaystyle R(x)} ；而「建構分式」的操作還是「分式體」以及更一般的「局部化」這些概念的起源。
- 大小為 {\displaystyle n\times n} 的整係數矩陣 {\displaystyle \mathbf {M} _{n}(\mathbb {Z} )} 、有理係數矩陣 {\displaystyle \mathbf {M} _{n}(\mathbb {Q} )} 、實係數矩陣 {\displaystyle \mathbf {M} _{n}(\mathbb {R} )} 、或複係數矩陣 {\displaystyle \mathbf {M} _{n}(\mathbb {C} )}，連同矩陣加法和矩陣乘法，構成一個環。它們的加法單位元是零矩陣 ：{\displaystyle \mathbf {0} _{n}:={\begin{bmatrix}0&0&\dots &0\\0&0&\dots &0\\\vdots &\vdots &\ddots &\vdots \\0&0&\dots &0\\\end{bmatrix}}_{n\times n}}乘法單位元則是單位矩陣 ：{\displaystyle \mathrm {I} _{n}:={\begin{bmatrix}1&0&\dots &0\\0&1&\dots &0\\\vdots &\vdots &\ddots &\vdots \\0&0&\dots &1\\\end{bmatrix}}_{n\times n}}同樣的，可以考慮任何環 {\displaystyle R} 的矩陣環 {\displaystyle \mathbf {M} _{n}(R)} 。矩陣環也是典型的非交換環。
- 如果集合 {\displaystyle R} 只有一個元素，那 {\displaystyle R} 只可能定義出唯一的一種環結構——零環[註 7]（ Zero ring ）。

## 基本性質
- 零元素是唯一的
- 零乘以[註 8]任何東西都是零
- 乘法單位元是唯一的
- 任何元素如果有乘法反元素，那是唯一的
- 多個環元素的分配律：{\displaystyle \left(\sum _{i=1}^{n}a_{i}\right)\left(\sum _{j=1}^{m}b_{j}\right)=\sum _{i=1}^{n}\sum _{j=1}^{m}a_{i}b_{j}}
- 環元素的整數倍與整數次方——整數可以用來當作是任何環的係數，只要定義以下的係數運算規則：{\displaystyle na:=\underbrace {a+a+\cdots a} _{n{\text{ 次}}}\qquad (-n)a:=\underbrace {(-a)+(-a)+\cdots (-a)} _{n{\text{ 次}}}\qquad 0a:=0_{R}}這種係數運算規則和普通係數的概念有許多一致性，例如：
  - {\displaystyle n(ab)=(na)b=a(nb)}
  - {\displaystyle (nm)a=n(ma)=m(na)}
  - {\displaystyle n(a+b)=na+nb}
  - {\displaystyle (n+m)a=na+ma}

而類似地如果把多次相加改成多次相乘，那麼可以定義冪運算：{\displaystyle a^{n}:=\underbrace {a\times a\times \cdots a} _{n{\text{ 次}}}\qquad a^{-n}:=\underbrace {a^{-1}\times a^{-1}\times \cdots a^{-1}} _{n{\text{ 次}}}\qquad a^{0}:=1_{R}}
- 二項式展開——如果 {\displaystyle ab=ba} ，那麼它們總和的次方可以這樣計算：{\displaystyle (a+b)^{n}=a^{n}+{\binom {n}{1}}a^{n-1}b+{\binom {n}{2}}a^{n-2}b^{2}+\cdots +{\binom {n}{n-2}}a^{2}b^{n-2}+{\binom {n}{n-1}}ab^{n-1}+b^{n}=\sum _{i+j=n}{\frac {n!}{(i!)(j!)}}a^{i}b^{j}}這可以推廣到多個元素 {\displaystyle a_{1},a_{2},\dots ,a_{m}} 總和的次方——如果任兩個元素的 {\displaystyle a_{i}} 和 {\displaystyle a_{j}} 的乘法都可以交換（即 {\displaystyle a_{i}a_{j}=a_{j}a_{i}} ），那麼：{\displaystyle (a_{1}+a_{2}+\cdots +a_{m})^{n}=\sum _{i_{1}+i_{2}+\cdots +i_{m}=n}{\frac {n!}{(i_{1}!)(i_{2}!)\cdots (i_{n}!)}}a_{1}^{i_{1}}a_{2}^{i_{2}}\cdots a_{m}^{i_{m}}}

## 基本的相關概念

### 特殊的環元素
在初等環論中，以下四類型的環元素在任意的環中都有定義，它們是經常被討論的對象：
- 可逆元（ Unit 或 Invertible element ）：有乘法反元素的環元素。
- 零因子（ Zero divisor ）：相乘後為零的非零元素；相當於「零的因數」。
- 冪零元（ Nilpotent ）：自乘多次後變成零的環元素。
- 冪等元（ Idempotent ）：自乘任意多次都不變的環元素。

### 環同態、核、像
在環論中，環同態描述了環與環之間的關係。一個從環 {\displaystyle R} 送往環 {\displaystyle S} 的環同態（ Ring homomorphism ）{\displaystyle f:R\to S} 簡單來說是一種「維持環結構」的映射；而具體來說，{\displaystyle f} 要具有以下三個性質：
- 維持加法的結構——對所有的 {\displaystyle a,b\in R} ，都有：{\displaystyle f(a+b)=f(a)+f(b)}
- 維持乘法的結構——對所有的 {\displaystyle a,b\in R} ，都有：{\displaystyle f(ab)=f(a)(b)}
- 維持單位元的結構——也就是：{\displaystyle f(1_{R})=1_{S}}

對一個環同態 {\displaystyle f} 來說，有以下兩個密切相關的概念：
- 核（ Kernel ）——送到零元素的那些元素：{\displaystyle \mathrm {Ker} (f):=f^{-1}(0_{S})=\{a\in R\mid f(a)=0_{S}\}\subseteq R}
- 像（ Image ）——把元素都送過去後的結果：{\displaystyle \mathrm {Im} (f):=f(R)=\{f(a)\in S\mid a\in R\}\subseteq S}

### 子環、（雙邊）理想、商環
給定一個環 {\displaystyle R} ，我們可以考慮它的：
- 子環（ Subring ）——某個送往 {\displaystyle R} 的環同態在{\displaystyle R} 內的像。[註 12]

- 雙邊理想（ Two side ideal ）——某個定義在{\displaystyle R} 上的環同態的核。
- 商環（ Quotient ）——（同構意義下）某個定義在{\displaystyle R} 上的環同態的像。[註 13]

一個環的環同態、子環、雙邊理想、商環共同刻劃了環的結構。

## 具有額外性質的環

### 交換環（ commutative ring ）
如果一個環 {\displaystyle R} 還額外滿足：
乘法的交換律：對於所有 {\textstyle a,b\in R}：
{\displaystyle a\times b=b\times a}
則稱 {\displaystyle R} 是一個交換環。交換環是最被深入研究的一類環，其中包括以下幾類：
- 整環（ Integral domain ）：沒有零因子的交換環。
- 唯一分解整環（ Unique factorization domain ）：可以唯一分解任何元素的整環。
- 主理想整環（ Principal ideal domain ）：所有理想都是主理想的整環。
- 歐幾里得整環（ Euclidean domain ）：可以進行歐幾里得演算法（輾轉相除法）的整環。
- 體（ Field ）：非零元素都有乘法反元素的交換環。
- 代數閉體（ Algebraically closed field ）：所有多項式[註 14]都有根的體。

### 非交換環
所謂的非交換環實際上是指「不假設是交換環」的環，這樣子的環有：
- 除環（ Division ring ）：非零元素都有乘法反元素的環（可能不交換）。
- 單環（ Simple ring ）：沒有非平凡雙邊理想的環。

## 從已知的環建構出其他環的方式

### 直積
給定數個環 {\displaystyle R_{1},R_{2},\dots ,R_{n}} ，可以考慮這些環作為集合的笛卡爾積：
{\displaystyle \prod _{i=1}^{n}R_{i}:=R_{1}\times R_{2}\times \cdots \times R_{n}=\{(a_{1},a_{2},\dots ,a_{n})\mid a_{1}\in R_{1},a_{2}\in R_{2},\dots ,a_{n}\in R_{n}\}}可以在這個集合上用以下方式定義加法和乘法：
{\displaystyle (a_{1},a_{2},\dots ,a_{n})+(b_{1},b_{2},\dots ,b_{n}):=(a_{1}+b_{1},a_{2}+b_{2},\dots ,a_{n}+b_{n})}{\displaystyle (a_{1},a_{2},\dots ,a_{n})\times (b_{1},b_{2},\dots ,b_{n}):=(a_{1}\times b_{1},a_{2}\times b_{2},\dots ,a_{n}\times b_{n})}這使得{\displaystyle \prod _{i=1}^{n}R_{i}}構成一個環。稱為 {\displaystyle R_{1},R_{2},\dots ,R_{n}} 的直積（ Direct product ）；它的法單位元是 {\displaystyle (0_{R_{1}},0_{R_{2}},\dots ,0_{R_{n}})} 乘法單位元是 {\displaystyle (1_{R_{1}},1_{R_{2}},\dots ,1_{R_{n}})}
這種概念可以推廣到無限多個環、甚至不可數多個環的直積。

### 多項式環
給定一個環 {\displaystyle R} ，可以考慮以這個環作為係數的多項式：{\displaystyle R[x]:=\left\{\sum _{i=0}^{n}a_{i}x^{i}~{\Bigg |}~a_{i}\in R,n=1,2,3,\dots \right\}}可以仿照一般的實係數多項式運算規則，為這個集合定義加法和乘法：{\displaystyle \left(\sum _{i=0}^{n}a_{i}x^{i}\right)+\left(\sum _{i=0}^{n}b_{i}x^{i}\right):=\sum _{i=0}^{n}(a_{i}+b_{i})x^{i}}{\displaystyle \left(\sum _{i=0}^{n}a_{i}x^{i}\right)\times \left(\sum _{i=0}^{m}b_{i}x^{i}\right):=\sum _{i=0}^{n+m}\left(\sum _{j=0}^{i}a_{j}b_{i-j}\right)x^{i}}在這樣的運算規則下， {\displaystyle R[x]} 被稱為是 {\displaystyle R} 的多項式環；它的加法單位元以及乘法單位元與 {\displaystyle R} 相同。

### 矩陣環
給定一個環 {\displaystyle R} ，可以考慮以這個環作為係數、大小為 {\displaystyle n\times n} 的矩陣：
{\displaystyle \mathbf {M} _{n}(R):=\left\{{\begin{bmatrix}a_{1,1}&a_{1,2}&\dots &a_{1,n}\\a_{2,1}&a_{2,2}&\dots &a_{2,n}\\\vdots &\vdots &\ddots &\vdots \\a_{n,1}&a_{n,2}&\dots &a_{n,n}\\\end{bmatrix}}_{n\times n}~{\bigg |}~a_{i,j}\in R,\quad i,j=1,2,\dots ,n\right\}}同樣可以仿照一般的矩陣運算規則，為這個集合定義加法和乘法：
{\displaystyle {\begin{bmatrix}a_{1,1}&a_{1,2}&\dots &a_{1,n}\\a_{2,1}&a_{2,2}&\dots &a_{2,n}\\\vdots &\vdots &\ddots &\vdots \\a_{n,1}&a_{n,2}&\dots &a_{n,n}\\\end{bmatrix}}_{n\times n}+{\begin{bmatrix}b_{1,1}&b_{1,2}&\dots &b_{1,n}\\b_{2,1}&b_{2,2}&\dots &b_{2,n}\\\vdots &\vdots &\ddots &\vdots \\b_{n,1}&b_{n,2}&\dots &b_{n,n}\\\end{bmatrix}}_{n\times n}:={\begin{bmatrix}a_{1,1}+b_{1,1}&a_{1,2}+b_{1,2}&\dots &a_{1,n}+b_{1,n}\\a_{2,1}+b_{2,1}&a_{2,2}+b_{2,2}&\dots &a_{2,n}+b_{2,n}\\\vdots &\vdots &\ddots &\vdots \\a_{n,1}+b_{n,1}&a_{n,2}+b_{n,2}&\dots &a_{n,n}+b_{n,n}\\\end{bmatrix}}_{n\times n}}{\displaystyle {\begin{bmatrix}a_{1,1}&a_{1,2}&\dots &a_{1,n}\\a_{2,1}&a_{2,2}&\dots &a_{2,n}\\\vdots &\vdots &\ddots &\vdots \\a_{n,1}&a_{n,2}&\dots &a_{n,n}\\\end{bmatrix}}_{n\times n}\times {\begin{bmatrix}b_{1,1}&b_{1,2}&\dots &b_{1,n}\\b_{2,1}&b_{2,2}&\dots &b_{2,n}\\\vdots &\vdots &\ddots &\vdots \\b_{n,1}&b_{n,2}&\dots &b_{n,n}\\\end{bmatrix}}_{n\times n}:={\begin{bmatrix}\sum _{i=1}^{n}a_{1,i}b_{i,1}&\sum _{i=1}^{n}a_{1,i}b_{i,2}&\dots &\sum _{i=1}^{n}a_{1,i}b_{i,n}\\\sum _{i=1}^{n}a_{2,i}b_{i,1}&\sum _{i=1}^{n}a_{2,i}b_{i,2}&\dots &\sum _{i=1}^{n}a_{2,i}b_{i,n}\\\vdots &\vdots &\ddots &\vdots \\\sum _{i=1}^{n}a_{n,i}b_{i,1}&\sum _{i=1}^{n}a_{n,i}b_{i,2}&\dots &\sum _{i=1}^{n}a_{n,i}b_{i,n}\\\end{bmatrix}}_{n\times n}}那麼 {\displaystyle \mathbf {M} _{n}(R)} 在這樣的運算規則下，構成一個環。它的加法單位元是零矩陣 ：{\displaystyle \mathbf {0} _{n}:={\begin{bmatrix}0_{R}&0_{R}&\dots &0_{R}\\0_{R}&0_{R}&\dots &0_{R}\\\vdots &\vdots &\ddots &\vdots \\0_{R}&0_{R}&\dots &0_{R}\\\end{bmatrix}}_{n\times n}}乘法單位元則是單位矩陣 ：{\displaystyle \mathrm {I} _{n}:={\begin{bmatrix}1_{R}&0_{R}&\dots &0_{R}\\0_{R}&1_{R}&\dots &0_{R}\\\vdots &\vdots &\ddots &\vdots \\0_{R}&0_{R}&\dots &1_{R}\\\end{bmatrix}}_{n\times n}}同樣的，可以考慮任何環 {\displaystyle R} 的矩陣環 {\displaystyle \mathbf {M} _{n}(R)} 。矩陣環也是典型的非交換環。

### 局部化與分式體
局部化的概念並不是對任何的環都有效，在大多數時候，只會考慮交換環的局部化。粗略地說，局部化是「加入某些元素的乘法反元素」；而分式體則是透過「加入所有非零元素的乘法反元素」來定義。分式體最著名的例子就是從整數構造有理數的過程。
更抽象地講，一個環對某些元素的局部化是「使得這些元素可逆的、最小的環」；在這種意義下，分式體就是「使得非零元素可逆的、最小的環」。而這個概念實際上就是——「包含這個環的最小的體」。

## 交換環與代數幾何的關係
交換環是乘法滿足交換律的環。這種環和代數幾何有著深遠的關聯性，體現在交換環範疇 {\displaystyle \mathbf {CRing} } 和仿射概形範疇 {\displaystyle \mathbf {AffSch} } 有著如下對偶性：
{\displaystyle \mathbf {CRing} ^{\mathrm {op} }\cong \mathbf {AffSch} }
這種對偶性使得交換環的代數性質可以轉換成仿射概形的幾何性質。

## 備註
1. ↑  分別稱為「{\displaystyle R} 的加法」和「{\displaystyle R} 的乘法」
2. ↑  稱為環公理
3. ↑  意思是{\displaystyle R} 連同 {\displaystyle +} 和 {\displaystyle \times } 這兩個二元運算一同提及
4. 1 2 3  可以證明這樣子的元素實際上是唯一的
5. ↑  在不致混淆的情況下。
6. ↑  暫無廣為接受的中文翻譯
7. ↑  或稱平凡環（ Trivial ring ）
8. ↑  不論是乘在左邊還是乘在右邊
9. ↑  這邊暫定 {\displaystyle a} 有乘法反元素。如果沒有乘法反元素，那麼有關負數次方的結果不一定成立。
10. ↑  甚至是沒有單位元的環
11. ↑  另一種說法是不摧毀環結構。因為環同態確實會改變環的結構。
12. ↑  這個環同態實際上就是嵌入
13. ↑  同構定理
14. ↑  不包括常數多項式

### 要求「環」要有乘法單位元的教科書
- Artin, Michael.  2ed. Boston, Mass. Munich: Pearson Education, Prentice Hall. 2011. ISBN 978-0-13-241377-0 （英语）.

- Atiyah, Michael Francis; MacDonald, Ian Grant. . Westview Press. 1994. ISBN 978-0201407518 （英语）.
- Bourbaki, Nicolas. . Berlin, Heidelberg: Springer Berlin Heidelberg. 2007. ISBN 978-3-540-33849-9. doi:10.1007/978-3-540-33850-5 （法语）.
- Cohn, Paul Moritz. . Springer. 2000. ISBN 978-1-4471-0475-9 （英语）.
- Eisenbud, David. . Springer. 1995. ISBN 978-1-4612-5350-1 （英语）.
- Farb, Benson; Dennis, R. Keith. . Springer. 1993. ISBN 978-0-387-94057-1 （英语）.
- Jacobson, Nathan.  第二版. Dover. 2009  [2024-05-21]. ISBN 978-0486471891. （原始内容存档于2024-05-21） （英语）.
- Lang, Serge.  第三版. Springer. 2002. ISBN 978-0-387-95385-4 （英语）.
- Lang, Serge.  第三版. Springer. 2005. ISBN 978-0-387-27475-1 （英语）.

### 不要求「環」要有乘法單位元的教科書
- Adhikari, Mahima Ranjan; Adhikari, Avishek. . Springer. 2014. ISBN 978-81-322-1599-8 （英语）.
- Burris, Stanley; Sankappanavar, Hanamantagouda P. . Springer. 1981  [2024-05-21]. ISBN 978-1-4613-8132-7. （原始内容存档于2022-01-05） （英语）.
- Dummit, David Steven; Foote, Richard Martin.  第三版. John Wiley & Sons. 2003  [2024-05-21]. ISBN 9780471433347. （原始内容存档于2024-07-26） （英语）.
- Durbin, John Riley.  第六版. Wiley. 2003  [2024-05-21]. ISBN 978-0470384435. （原始内容存档于2023-01-29） （英语）.
- Eie, Minking （余文卿）; Chang, Shou-Te （張守德）.  第二版. World Scientific. 2018. ISBN 9780471433347 （英语）.
- Fraleigh, John B.  第七版. Pearson. 2014  [2024-05-21]. ISBN 9781292024967. （原始内容存档于2024-05-21） （英语）.
- Gallian, Joseph.  第八版. Cengage Learning. 2012. ISBN 978-1133599708 （英语）.
- Hungerford, Thomas William.  第三版. Springer. 1974. ISBN 978-1-4612-6101-8 （英语）.
- Herstein, Israel Nathan.  第二版. John Wiley & Sons. 1991  [2024-05-21]. ISBN 978-0471010906. （原始内容存档于2024-05-21） （英语）.
- Lal, Ramji. . Springer. 2017. ISBN 978-981-10-4253-9 （英语）.
- Wallace, David Alexander Ross. . Springer. 1998. ISBN 978-1-4471-0425-4 （英语）.

## 外部連結
- Database of Ring Theory （页面存档备份，存于） 一個紀錄了大量環的性質的資料庫
- 《數學百科全書》對環的定義 （页面存档备份，存于）
- MathWorld 對環的定義 （页面存档备份，存于）
- nLab（英语：nLab） 對環的定義 （页面存档备份，存于）